# Neuville-en-Avesnois
Neuville-en-Avesnois is een gemeente in het Franse Noorderdepartement (regio Hauts-de-France) en telt 290 inwoners (2004). De plaats maakt deel uit van het arrondissement Avesnes-sur-Helpe.

## Geografie
De oppervlakte van Neuville-en-Avesnois bedraagt 3,2 km², de bevolkingsdichtheid is 90,6 inwoners per km².
De onderstaande kaart toont de ligging van Neuville-en-Avesnois met de belangrijkste infrastructuur en aangrenzende gemeenten.

## Demografie
Onderstaande figuur toont het verloop van het inwonertal (bron: INSEE-tellingen).